# 细累子草
细累子草（学名：Bothriospermum zeylanicum）为紫草科细累子草属下的一个种。